# Paulhiac
Paulhiac är en kommun i departementet Lot-et-Garonne i regionen Nouvelle-Aquitaine i sydvästra Frankrike. Kommunen ligger i kantonen Monflanquin som tillhör arrondissementet Villeneuve-sur-Lot. År 2022 hade Paulhiac 307 invånare.

## Befolkningsutveckling
Antalet invånare i kommunen Paulhiac
| Referens: INSEE |